# Círdan
Círdan ['ki:rdan] je fiktivní postava ve světě Johna Ronalda Reuela Tolkiena. Patřil k zástupu Teleri a první generaci elfů, kteří procitl u jezera Cuiviénen. Nejprve chtěl odplout do Amanu, avšak v době, kdy Teleri čekali v Beleriandu, se Círdan spřátelil s Ossëm a jeho lid si zamiloval Moře, proto se rozhodli zůstat ve Falasu. Byl považován za nejmocnějšího z Moriquendi a patřil také mezi nejstarší elfy ve Středozemi. O Círdanově vysokém stáří svědčila i skutečnost, že mu jako jedinému z elfů vyrůstaly na bradě vousy.

## Kořeny

### Jméno
Círdan není jménem v pravém slova smyslu. Pravým jménem je Nowë, jméno ze staré quenijštiny, jehož význam je nejasný. Círdan znamená doslova „stavitel lodí“, což je přezdívka, již získal pravděpodobně jako pán Falasu. Podobně tedy, jako byl Ereinion Gil-Galad, jeho jménem je Nowë Círdan. Quenyjská forma jeho jména je Ciryatan. 

### Původ
Círdanovi rodiče nejsou nikde jmenováni, stejně jako rodina. Jestli kdy nějakou měl, zřejmě zahynuli při pádu Brithombaru a Eglarestu. Círdan je jmenován příbuzným Elwëho Singolla, což napovídají také jeho stříbrné vlasy. Tato skutečnost z něj dělá příbuzného i Celeborna, Diorovy ženy Nimloth (a tím pádem také Elwing a Elronda), Olwëho z Labutích přístavů a jeho dcery Eärwen (manželky Finarfinovy).

## Životopis

### Před vysvitnutím Slunce
Círdan byl jedním z nejstarších Nelyar, praotců Teleri. Poté, co Elwë pozval Nelyar do Amanu, stal se jedním z (pravděpodobně těch nejvýznamnějších) Teleri. Círdan však do Amanu nikdy nedošel, neboť se spolu se svým lidem, Falathrim, usadil ve Falasu, kde se spřátelil s Ossëm. Círdan patrně někdy v té době získal své jméno. Zřejmě také uznal Thingolovu autoritu. V První bitvě byl Círdan obležen ve svých přístavech a Falas byl ztracen – naštěstí však Fëanor vstoupil do Středozemě a skřeti odtáhli pryč. Círdan se poté stal znovu pánem Falasu. 

### První věk
Círdan, jakožto pán Falasu, se stal přítelem Finroda Felagunda. Na žádost Turgona nechal Círdan vystavit několik lodí, s žádostí o pomoc z Amanu. Roku 472 Círdan osvobodil obleženého Fingona ze Zálivu Drengist, ale již o rok později byly jeho Přístavy dobyty a Círdan uprchl na Ostrov Balar. Tam se k němu později připojily i družiny z Nargothrondu, vedeny kralevicem Gil-galadem. Zde také Círdan a Eärendil vystavěli loď Vingilot. Po Válce hněvu Círdan odmítl odplout do Avallonë, ale zůstal s Gil-galadem, Celebrimborem a Elrondem v Lindonu. Zde byl požádán, aby zůstal ve Středozemi a vedl elfské stavitele lodí, jejichž lodě odváželi Eldar do Valinoru. 

### Druhý věk
V druhém věku Círdan stále dlel s Gil-galadem v Lindonu. Círdan byl přítelem númenorejských králů, později věrných Númenorejců. Brzy po jeho zkutí také získal Naryu, jeden z Prstenů moci. Círdan se také zapojil do Války poslední aliance, a společně s Elrondem stál za Gil-galadem v jeho posledním boji se Sauronem. Poté společně přemlouvali Isildura, aby zničil Jeden prsten, ale Isildur je odmítl. Círdan se pak stal samotným pánem tenčícího se lindonského lidu.

### Třetí věk
V počínajícím úpadku Arnoru získal Círdan do správcovství Elostirion, Bílé věže na západ od Kraje, kde se nacházel nejdůležitější palantír ve Středozemi, který hleděl na Tol Eressëa a Valinor. Je pravděpodobné, že Círdan jej používal, a tak věděl, kdo jsou Istari. Jednomu z nich, Mithrandírovi, Círdan věnoval svůj prsten. Ve třetím věku Círdan stále zůstával aktivní, mj. poslal vyslance na Elrondovu radu. Na konci věku vystavěl loď, na níž odpluli Elrond, Galadriel a Mithrandír. 

### Čtvrtý věk
Na začátku čtvrtého věku Círdan stále ještě zůstával ve Středozemi. Později, zřejmě poté, co odpluli Legolas s Gimlim; a Celeborn s Elrondovými syny, vystavěl Círdan poslední loď, která kdy oplula do Amanu. Poté zřejmě zanikla Přímá cesta do Valinoru. V té době již byl Círdan zřejmě zdaleka nejstarším elfem ve Středozemi, a nejmoudřejší. S jeho odplutím také s definitivní platností začalo blednutí elfů a bylo dovršeno Panování lidí.

## Filmové zpracování
Postava Círdana se krátce objeví na samotném začátku prvního dílu filmové trilogie Pán prstenů, kde stojí po boku Galadriel a Gil-galada jako jeden z nositelů Tří prstenů. Ačkoli je zde vyobrazen jen na pozadí a poněkud rozostřeně, je patrné, že jeho tvář je ještě holá. Poté se Círdan znovu objeví až na samotném konci závěrečného dílu uvedené trilogie, kde již má svou typickou bradku. Je zobrazen v Šedých přístavech při odplouvání nositelů Tří a Jednoho prstenů ze Středozemě. Zde stejně jako v prvním dílu nemluví a opět stojí pouze v pozadí. V obou případech jej hraje Michael Elsworth. Na rozdíl od literární předlohy odplouvá Círdan na konci filmu se zbylými nositeli prstenů ze Středozemě.
Tvůrci seriálu Pán prstenů: Prsteny moci oznámili, že se diváci s postavou Círdana setkají od druhé série. Komu bude role přidělena zatím není jasné, spekuluje se například o  Stephenu Colbertovi.

## Zajímavost
V Dodatku B, jenž je součástí třetího dílu Pána prstenů, jsou zachycena Círdanova slova, která pronesl ke Gandalfovi při jeho příchodu do Středozemě. Círdan mu řekl: „Vezmi si ten prsten, Mistře, tvá práce bude těžká, ale on ti bude oporou v úmorné lopotě, kterou jsi na sebe vzal. Neboť toto je Prsten ohně a jím můžeš znovu rozdmýchat srdce ve světě, který ochládá. Mé srdce však patří Moři a budu zůstávat u šedých břehů, dokud neodpluje poslední loď. Budu na tebe čekat.“ Zajímavé však je, že v Silmarillionu, kde se Círdanovo setkání s Gandalfem objevuje znovu, se text Círdanovy přímé řeči mírně odlišuje. Círdan mluvil podle tohoto díla takto: „Vezmi si nyní tento prsten, protože tvá práce a tvé starosti budou těžké, ale on tě bude ve všem podporovat a chránit tě před únavou. Toto je totiž Prsten ohně a možná že ve světě, který vychládá, jím roznítíš v srdcích dávnou odvahu. Mé srdce však patří Moři a budu bydlet na šedivém pobřeží a střežit Přístavy, dokud nevypluje poslední loď. Tehdy tě budu čekat.“ Důvody této rozdílnosti nejsou známé, rozhodně však nejde o dva různé překlady do češtiny, stejným způsobem se odlišují i originální anglické texty Pána prstenů a Silmarillionu.